# Hamilton (Dakota del Nord)
Hamilton és una població dels Estats Units a l'estat de Dakota del Nord. Segons el cens del 2000 tenia 73 habitants.

## Demografia
Segons el cens del 2000, Hamilton tenia 73 habitants, 34 habitatges, i 21 famílies. La densitat de població era de 85,4 hab./km².
Dels 34 habitatges en un 20,6% hi vivien nens de menys de 18 anys, en un 50% hi vivien parelles casades, en un 5,9% dones solteres, i en un 38,2% no eren unitats familiars. En el 38,2% dels habitatges hi vivien persones soles el 20,6% de les quals corresponia a persones de 65 anys o més que vivien soles. El nombre mitjà de persones vivint en cada habitatge era de 2,15 i el nombre mitjà de persones que vivien en cada família era de 2,81.
Per edats la població es repartia de la següent manera: un 21,9% tenia menys de 18 anys, un 4,1% entre 18 i 24, un 20,5% entre 25 i 44, un 21,9% de 45 a 60 i un 31,5% 65 anys o més.
L'edat mediana era de 48 anys. Per cada 100 dones de 18 o més anys hi havia 90 homes.
La renda mediana per habitatge era de 35.625 $ i la renda mediana per família de 41.250 $. Els homes tenien una renda mediana de 46.875 $ mentre que les dones 28.125 $. La renda per capita de la població era de 28.501 $. Cap de les famílies estaven per davall del llindar de pobresa.

## Poblacions més properes
El següent diagrama mostra les poblacions més properes.